# Lily Donaldson

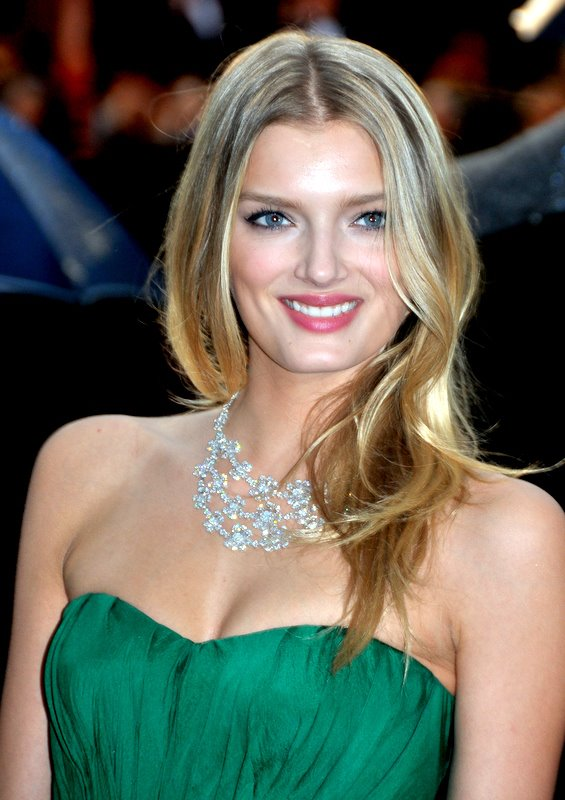
Lily Donaldson bei den Internationalen Filmfestspielen von Cannes 2012

Lily Monica Donaldson (* 27. Januar 1987 in Hammersmith, London) ist ein britisches Model.

## Leben
Donaldson ist die Tochter des Fotografen Matthew Donaldson und seiner Frau Tiffany.
Donaldson wurde im Alter von 16 Jahren beim Einkaufen in Camden von der Modelagentur „Select Model Management“ entdeckt. Daraufhin bekam sie erste Anstellungen als Model und wurde immer bekannter, sodass sie jetzt eines der erfolgreichsten britischen Models ist.
Donaldson war auf dem Cover der britischen, australischen und US-amerikanischen Vogue abgebildet. Zudem warb sie für Kampagnen von Burberry, Gucci, Valentino, Balenciaga, Roberto Cavalli, Christian Dior und Gap.
Donaldson war in ihrer Karriere unter anderem bei Calvin Klein, Chanel, Christian Dior, Fendi, Karl Lagerfeld, Louis Vuitton, Marc Jacobs, Prada, Ralph Lauren, Tommy Hilfiger, Versace und Yves Saint Laurent unter Vertrag. Deswegen ist sie eines der fünf meistgebuchten High-Fashion-Models der letzten Jahre.
Zurzeit hat sie Modelverträge bei IMG Models und Select.